# Wahlzyklus
Der Wahlzyklus (auch bekannt als surge and decline) ist ein Konzept der politikwissenschaftlichen Wahlforschung. In der Zeit, in der keine Wahlen anstehen, verändern sich die Antworten auf Wahlabsichtsfragen systematisch, ohne dass sich daraus dauerhafte Präferenzänderungen ergeben. 
Während der Wahlperiode treffen Regierungen häufig Entscheidungen, die nicht so populär sind wie ihre Wahlversprechen im Wahlkampf. In Befragungssituationen äußern Wähler der Regierungsparteien in der wahlfreien Zeit, dass sie die Regierungsparteien nicht erneut wählen würden. Sie wechseln zur Opposition oder geben an, nicht zur Wahl gehen zu wollen. Dies führt zu einer Überbewertung der Oppositionsparteien in den Veröffentlichungen der Sonntagsfragen, die hier nur eine vorübergehende Stimmung messen. Je näher ein tatsächlicher Wahltermin rückt, desto mehr besinnen sich die Wähler ihrer früheren Einstellung.  
Der Wahlzyklus lässt sich u. a. mit Normalwahlanalysen, bei denen die Parteiidentifikation der Befragten die Grundlage ist, empirisch nachweisen.